# Ardisia marginata
Ardisia marginata är en viveväxtart som beskrevs av Carl Ludwig von Blume. Ardisia marginata ingår i släktet Ardisia och familjen viveväxter. Inga underarter finns listade i Catalogue of Life.